# FK Dinamo Brest
FK Dynama Brêst ili FK Dinamo Brest (bjeloruski: ФК Дынама Брэст, ruski: ФК Динамо Брест) bjeloruski je nogometni klub iz Bresta. Trenutačno se natječe u Bjeloruskoj Premier ligi.

## Povijest
Klub je osnovan 1960. godine. U svojoj povijesti nekoliko puta je mijenjao imena, a današnje ime uzeo je 2013. godine.

### Imena kluba kroz povijest
- 1960.: osnovan kao Spartak Brest
- 1972.: mijenja ime u Bug Brest
- 1976.: mijenja ime u Dinamo Brest
- 2012.: mijenja ime u Brest
- 2013.: vraća ime Dinamo Brest

## Uspjesi
- Bjeloruska Premier liga
  - Pobjednik (1): 2019.
- Bjeloruski nogometni kup
  - Pobjednik (3): 2006./07., 2016./17., 2017./18.
- Bjeloruski nogometni superkup
  - Pobjednik (3): 2018., 2019., 2020.

## FK Dinamo Brest u europskim natjecanjima
| Sezona    | Natjecanje       | Runda       | Klub               | Dom. | Gost | Ukupno |
| --------- | ---------------- | ----------- | ------------------ | ---- | ---- | ------ |
| 2007./08. | Kup UEFA         | 1. kolo kv. | Liepājas Metalurgs | 1:2  | 1:1  | 2:3    |
| 2017./18. | Europska liga    | 2. kolo kv. | Rheindorf Altach   | 0:3  | 1:1  | 1:4    |
| 2018./19. | Europska liga    | 2. kolo kv. | Atromitos          | 4:3  | 1:1  | 5:4    |
| 2018./19. | Europska liga    | 3. kolo kv. | Apollon Limassol   | 1:0  | 0:4  | 1:4    |
| 2020./21. | UEFA Liga prvaka | 1. kolo kv. | Astana             | 6:3  | –    | 6:3    |
| 2020./21. | UEFA Liga prvaka | 2. kolo kv. | Sarajevo           | 2:1  | –    | 2:1    |
| 2020./21. | UEFA Liga prvaka | 3. kolo kv. | Maccabi Tel-Aviv   | –    | 0:1  | 0:1    |
| 2020./21. | Europska liga    | Doigravanje | Ludogorec Razgrad  |      | –    |        |

## Vanjske poveznice
- Službena web stranica  Arhivirana inačica izvorne stranice od 25. svibnja 2021. (Wayback Machine)